# بانج (شخص)

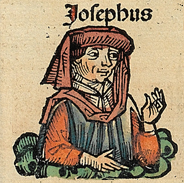
صورة شخصية لـ فلافيس جوزيفوس في سجلات نورمبرغ.

بانج شخصية أسطورية. يُقال إنه مؤسس البنغال في جنوب آسيا. يصف التاريخ بانغ بأنه حفيد حام، ابن نوح. يؤكد المؤرخ الروماني اليهودي من القرن الأول جوزيفوس أن أحفاد حام سكنوا أجزاءً من آسيا. يزعم حافظ شمس الدين من غاليانا أن حام توفي في غريبوال، وهي قرية يسكنها الشيعة في باكستان الحالية، حيث لا يزال قبر يبلغ طوله 78 قدمًا قائمًا. وفقًا للعديد من المصادر الوثائقية ومؤرخي الأديان الإبراهيمية،  استقر بانج الأكبر أولاً في المنطقة المعروفة الآن باسم منطقة البنغال في جنوب آسيا. يذكر أنه بعد استقراره هناك، أنجب أطفالاً وأسسوا فعلياً عظيمة تعرف أيضاً باسم بانج. وهذا ما يؤيده أيضًا مؤرخا القرن السادس عشر محمد قاسم فاريشتا وأبو الفضل بن المبارك.